# Iglesia de San Publio (Floriana)
La iglesia parroquial de San Publio, también conocida como Iglesia Parroquial de Floriana es una iglesia parroquial católica romana en Floriana, Malta, dedicada a San Publio. Fue construida en varias etapas entre los siglos XVIII y XX.

## Historia
La primera piedra de la Iglesia de San Publio fue colocada el 2 de agosto de 1733 por el obispo Paul Alphéran de Bussan, en presencia del Gran Maestre António Manoel de Vilhena. La sacristía fue terminada siete años después y comenzó a ser utilizada como pequeña iglesia por los habitantes del entonces recién construido barrio de Floriana. La construcción se completó el 17 de enero de 1768, cuando la reliquia de San Publio fue trasladada a la iglesia. El diseño original de la iglesia se atribuye a Francesco Marandon. La iglesia fue originalmente parte de la parroquia de San Pablo de La Valleta.

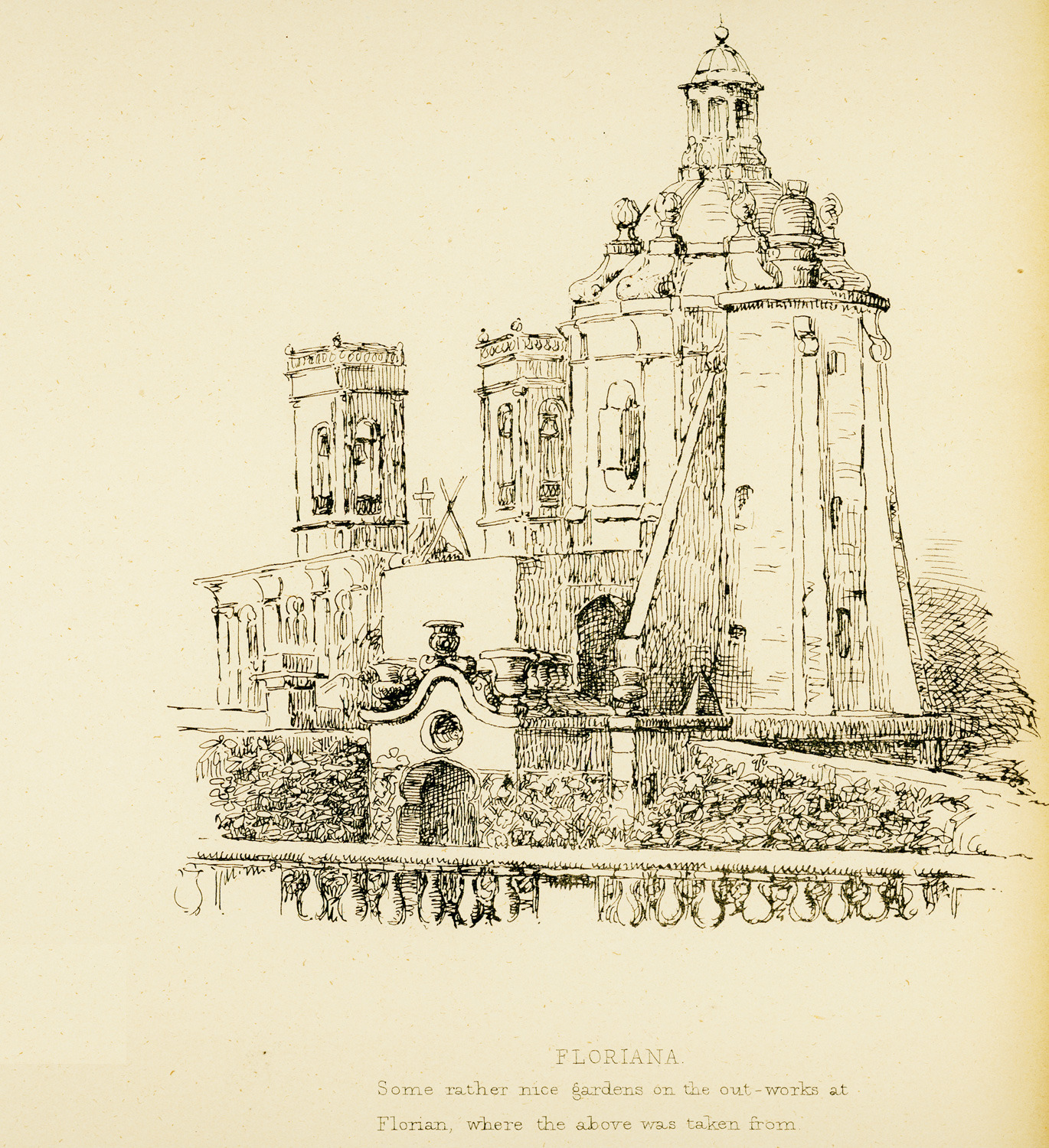
Dibujo de la antigua iglesia de Floriana vista desde atrás en la década de 1850

La fachada de la iglesia comenzó a reconstruirse en 1771 y la cúpula se construyó en 1780. Se convirtió en viceparroquia en 1776,  y la iglesia fue consagrada por el obispo Vincenzo Labini el 20 de marzo de 1792. Se convirtió en parroquia en marzo de 1844, después de un decreto emitido por el Papa Gregorio XVI.
Las naves y un oratorio fueron construidos entre 1856 y 1861. Una nueva fachada fue construida entre 1884 y 1890 por Nicola Zammit. También en 1889 y 1892 se construyeron dos nuevos campanarios. El interior de la iglesia fue embellecido a finales del siglo XIX y principios del XX. 
Parte de la fachada de la iglesia y su cúpula fueron destruidas por los bombardeos aéreos durante la Segunda Guerra Mundial, cuando fue alcanzada por bombas los días 3 y 4 de marzo y 28 de abril de 1942 y murieron dieciséis personas. La cercana iglesia de Sarria pasó a ser parroquia provisional hasta que el 10 de diciembre de 1944 se reabrió la iglesia de San Publio. La reconstrucción de la iglesia fue realizada por el arquitecto Gustav Vincenti y finalizó a finales de la década de 1950. El interior fue embellecido en las décadas siguientes, siendo totalmente terminado a principios de los años 1990.

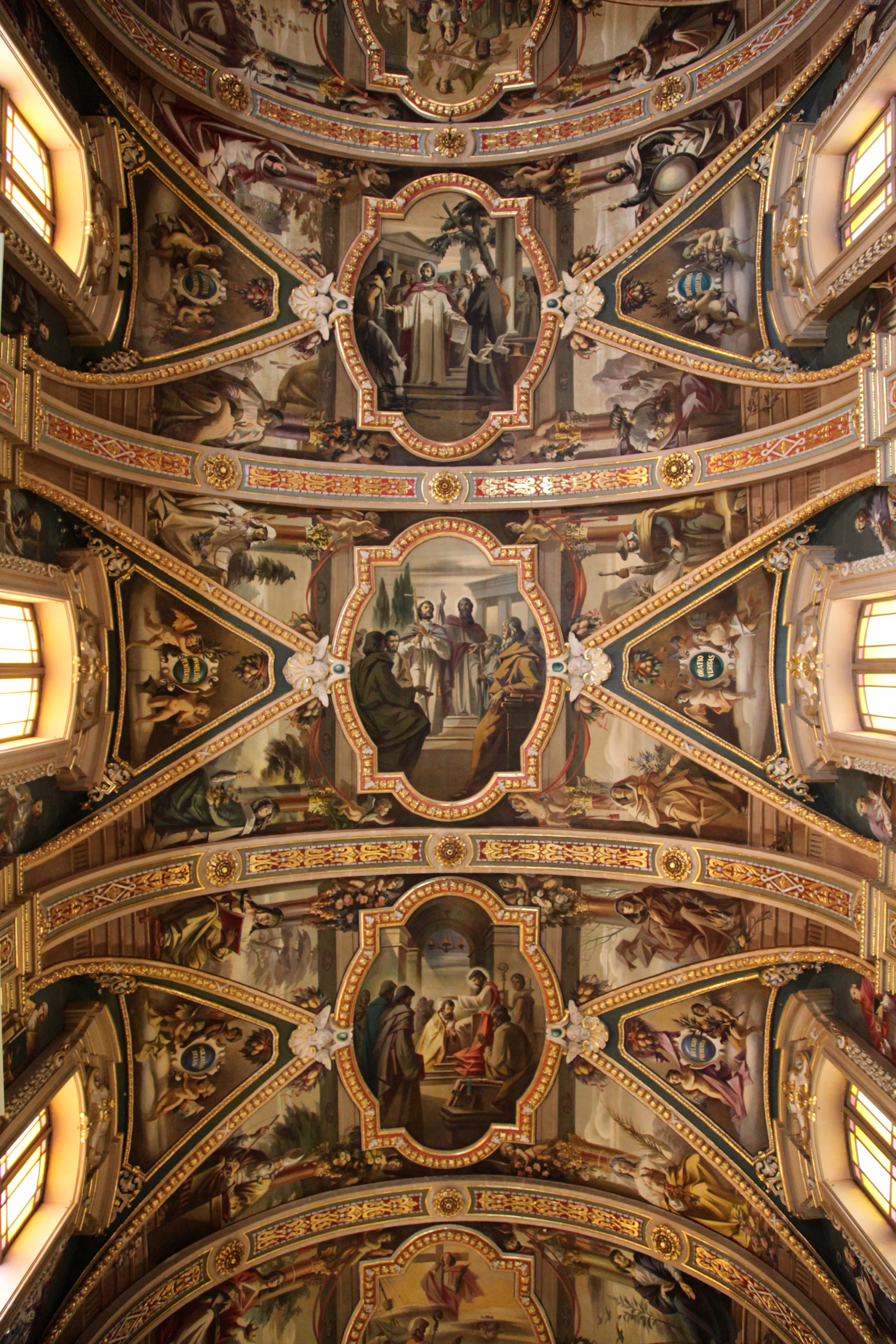
Frescos del techo

La iglesia está catalogada como monumento nacional de grado 1, y también figura en el Inventario Nacional de Bienes Culturales de las Islas Maltesas.

## Arquitectura
La fachada de la Iglesia de San Publio consta de un pórtico neoclásico rematado por un frontón triangular, flanqueado por un campanario a cada lado. En lo alto de la fachada se encuentra una estatua de Cristo Rey .  La iglesia tiene planta cruciforme con cúpula y un interior ricamente decorado.El retablo que representa el martirio de Publio data de 1773 y es obra de Antoine de Favray y su alumno Filippo Vincenzo Pace. El techo está decorado con pinturas que representan el naufragio de San Pablo y su estancia en Malta.  En la iglesia se encuentran también otras pinturas, entre ellas obras de Giuseppe Calì, Emvin Cremona y muchos otros artistas.

La estatua titular de San Publio fue terminada en 1811 por el escultor Vincenzo Dimech.